# Marianne Hall
Ebba Marianne Hall, född Forsberg 26 december 1936 i Stockholm, är en svensk skulptör.
Marianne Hall, som är dotter till skräddarmästaren Filip Forsberg och Märta Sedvall, växte upp i en syskonskara med 14 barn, av vilka märks skulptören Hertha Hillfon, etnografen Kerstin Eidlitz Kuoljok och regissören Lars Lennart Forsberg. 
Hall studerade skulptur vid Konstfackskolan 1961–1964 och vid Konstakademien 1964–1970. Hon gör människoskulpturer i lera, terracotta och brons, framför allt i mindre format, vilka uttrycker människans livsvillkor och känslor. Ett centralt tema är människans utsatthet, såväl på flykt från en världsdel till en annan, som inför miljöförstöring och hotande kollaps.
Hon har haft separatutställning bland annat på Hos Petra i Stockholm 1976. Galleri Svenska bilder i Stockholm 1978. Bror Hjorths Hus i Uppsala 1983, Galleri Boj i Stockholm 1987, Galleri Smedhamre i Uppsala 1990, Galleri Axlund i Stockholm 1994, Västerås konstmuseum 1994, Örebro konsthall 1996, Väsby konsthall i Upplands Väsby 1998, Galleri Ängeln i Lund 1998, Galleri Karneval på Öland 2001, Höörs konsthall 2003. Galleri KAZ i Västerås 2006, Västerås konstmuseum 2007 och Enköpings konsthall. Hon är representerad på bland annat Västerås konstmuseum och Röhsska museet i Göteborg.
Hall fick Skulptörförbundets Sergelstipendium 2013.

## Filmer
- Kyrie Eleison, kortfilm, 15 minuter, av Lars Lennart Forsberg, 2007